# 谷本正憲
谷本 正憲（たにもと まさのり、1945年4月16日 - ）は、日本の自治官僚、政治家。石川県公立大学法人理事長。
石川県知事（公選第13 - 19代）、全国知事会副会長（東海北陸ブロック）などを歴任。

## 来歴
兵庫県西脇市生まれ。兵庫県立西脇高等学校、京都大学法学部卒業。1968年4月、自治省（現総務省）に入省。同期に早川忠孝（元衆議院議員）、西川一誠（元福井県知事）、井戸敏三（元兵庫県知事）らがいる。宮崎市助役、茨城県総務部長、旧自治省公務員第二課長、交付税課長、公営企業第一課長を経て1991年、石川県庁に出向し、中西陽一の下で副知事に就任する。
1994年、中西が任期中に死去したため新生党・公明党・民社党・日本新党・日本社会党の非自民5党推薦で石川県知事選挙に出馬。投開票日、
自由民主党幹事長を務めていた森喜朗が推す元農林水産事務次官の石川弘を破り、初当選を果たした。なお新生党には、石川県における森のライバルである奥田敬和が所属しており、中選挙区制下の旧石川1区で繰り広げられていた森奥戦争の構図が県知事選でも見られた。以後、7期連続で石川県知事に当選する。
1998年の知事選では自由民主党が独自候補の擁立を断念し、自民・民主党・民政党・自由党・公明・社会民主党・新進石川7党推薦で再選。3期目以降も日本共産党を除く主要政党の推薦や支持を得て、再選を続けている。2006年・2010年の石川県知事選挙では、民主党が党規により、党本部による4期目以降の候補者への推薦を自粛していたため、民主党石川県連が独自に谷本への支持を表明した。
前述の通り、当初は非自民の枠組みで石川県知事に当選したが、その後は自民党への傾斜を強めており、2012年の第46回衆議院議員総選挙以降は石川1区で馳浩を、石川2区では佐々木紀を、また2013年の第23回参議院議員通常選挙では石川県選挙区で山田修路への支持をそれぞれ表明した。
2014年の石川県知事選挙にて6期目の当選を果たした。
2018年の石川県知事選挙では、47都道府県の現職で最多となる7選を果たした。
2021年11月17日、記者会見で2022年3月に任期満了を迎える次期県知事選挙に立候補せず、今期限りで勇退する意向を表明した。これにより、戦前・戦中生まれの都道府県知事は大分県の広瀬勝貞（1942年6月生まれ）と奈良県の荒井正吾（1945年1月生まれ）の2人を残すのみとなった(両者ともに2023年に退任)。また、1990年代および20世紀に当選した現職知事は谷本を最後に姿を消した。
退任後の2022年4月1日、石川県公立大学法人理事長に就任。
2023年11月3日、秋の叙勲で旭日大綬章を受章。

## 人物
- 血液型はO型である[2]。
- 2014年1月6日の記者会見中に卒倒し、搬送先の病院でインフルエンザと診断された[14]。
- 副知事時代、当時の知事である中西が議場で倒れたこともあり、「一に体力、二に体力」という信条のもと健康に気を使い、早朝に金沢市内を散策することを習慣としてきた[5]。
- 中西とは現在の総務省の出身であること（中西は内務省、谷本は自治省）、副知事から知事に当選したこと、石川県でなく関西の出身で京都大学卒業であるなど共通点が多い[15]。

## 政策・主張
前任の中西が取った方針を受け継ぎ、「日本海側のトップランナーに」「個性・交流・安心」を旗印としてインフラの整備を推進した。退任前最後の知事会見では、在任中のおもな成果として金沢城の復元、国立工芸館の誘致、能登空港の整備、のと里山海道無料開放、北陸新幹線の金沢開業などを挙げたほか、木場潟公園や金沢港クルーズターミナル整備、石川県立音楽堂設置、ルビーロマン開発などを手がけた。

## 発言
北朝鮮国民を餓死させないと
2017年6月21日に開かれた県内町長の会合で「県内の原子力発電所を攻撃するのなら北朝鮮国民を餓死させないといけない」と発言した。翌22日に記者団の取材に発言を撤回したが、23日には北陸3県の朝鮮総連の各県本部が共同で谷本宛ての抗議文を提出し、謝罪を求めた。
息抜きしたければ、石川県へ
2020年3月27日、新型コロナウイルスの感染拡大を受けて東京都が週末の外出自粛要請を出す中、「息抜きしたければ、無症状の人は（東京から）お越しいただければ。新幹線もあり、2時間半で来られる」と述べた。しかし4月10日に石川県内でも複数の集団感染が確認されたことを受け、「クラスターが発生して局面が大きく変わった。石川に極力入っていただかないようにする」「気持ちを入れ替えて対応しなければいけない。率直に反省しなきゃいけない」と陳謝した。
ドラッグストアはわが世の春
2020年5月28日、ドラッグストアチェーンゲンキー社長と県庁で面会した際、新型コロナウイルス感染拡大を巡り「ドラッグストアはいいですね、わが世の春みたいなもんでしょう」、「（石川県は）東京に次いで2番目ですわ。北陸3県が上位独占して」と述べた。この発言を巡って同年6月2日の会見で「堅調な業績を評価させていただくつもりだったが、適当ではなかった」「（感染拡大の）大きなヤマを越えて安定した状況になり、気持ちの上でもほっとした部分があった」と釈明し、「反省している。不徳の致すところで、言動には十分注意を払いたい」と答えた。
製造業は借り慣れている
同年6月8日、県内の温泉地関係者らと県庁で面会した際に、新型コロナウイルス感染拡大の影響で売り上げが減少した事業者支援として県が創設した融資制度を巡り「製造業の皆さんは、借りられるものは借りておこうと（する）。借り慣れているから」と発言した。
コロナといろんな意味でご縁
同年6月23日、2月に社員の新型コロナウイルス感染が確認された繊維メーカー小松マテーレの中山賢一社長兼会長がマスクを寄贈するために県庁で面会した際、「コロナといろんな意味でご縁があったということですね」と発言した。

## 不祥事
- 2020年12月16日、新型コロナウイルスの感染が広がり、5人以上での会食の自粛が政府より要請されているなか、金沢市内のホテルで後援会の総会を開催。自身を含め90人が参集した。これについて谷本は「感染対策をとり問題ない」と釈明した[28]。

## 選挙結果
| 当落 | 選挙                 | 執行日        | 年齢 | 選挙区 | 政党   | 得票数     | 得票率 | 定数 | 得票順位 /候補者数 | 政党内比例順位 /政党当選者数 |
| ---- | -------------------- | ------------- | ---- | ------ | ------ | ---------- | ------ | ---- | ------------------ | ---------------------------- |
| 当   | 1994年石川県知事選挙 | 1994年3月27日 | 48   | ――     | 無所属 | 28万8085票 | 46.92  | 1    | 1/3                | /                            |
| 当   | 1998年石川県知事選挙 | 1998年3月15日 | 52   | ――     | 無所属 | 35万8426票 | 81.43  | 1    | 1/2                | /                            |
| 当   | 2002年石川県知事選挙 | 2002年3月17日 | 56   | ――     | 無所属 | 33万2669票 | 84.46  | 1    | 1/2                | /                            |
| 当   | 2006年石川県知事選挙 | 2006年3月19日 | 60   | ――     | 無所属 | 30万4763票 | 82.64  | 1    | 1/2                | /                            |
| 当   | 2010年石川県知事選挙 | 2010年3月14日 | 64   | ――     | 無所属 | 29万6628票 | 66.71  | 1    | 1/4                | /                            |
| 当   | 2014年石川県知事選挙 | 2014年3月16日 | 68   | ――     | 無所属 | 28万5242票 | 68.91  | 1    | 1/3                | /                            |
| 当   | 2018年石川県知事選挙 | 2018年3月11日 | 72   | ――     | 無所属 | 28万8531票 | 79.94  | 1    | 1/2                | /                            |